# 丫蕊花
丫蕊花（学名：Ypsilandra thibetica）为百合科丫蕊花属下的一个种。